# Claudio Bohórquez
Claudio Bohórquez, né en 1976 à Gifhorn en République fédérale d’Allemagne, est un violoncelliste et professeur de violoncelle allemand d’origine sud-américaine.

## Famille et enfance
Claudio Bohórquez grandit dans une famille pour laquelle la musique est essentielle. Ses parents sont musiciens. La famille de l’artiste est originaire d’Amérique du Sud. Son père, Oscar Bohórquez, est né à Lima au Pérou. Il a été premier basson solo du Badisches Staatstheather de la ville de Karlsruhe. Il est également professeur de basson au conservatoire de musique de la ville. Il donne des master class pour l’instrument. Sa mère, née en Uruguay, est pianiste. C’est lors de leurs études musicales que les parents de l’artiste se rencontrent, à Detmold (ville allemande de Rhénanie-du-Nord-Westphalie). L’espagnol est la langue parlée à la maison. Dans un article publié en Allemagne en 2016, alors qu’il lui était demandé ce qu’il y avait de typiquement sud-américain chez lui, Claudio a répondu : « mes longs cheveux noirs. Ils viennent manifestement du Pérou ». Il grandit dans la ville de Karlsruhe, où son petit frère Oscar (de) voit le jour en 1979.
Enfant, il écoute des disques d’opéra et notamment Flûte enchantée de Mozart et chante les paroles par-dessus le son avec enthousiasme.
À l’âge de sept ans, voyant son meilleur ami, Jesús Castro-Balbi, commencer le violoncelle, il éprouve l’envie de faire comme son ami en apprenant à en jouer lui aussi. Ses parents posent une condition sine qua non : l’obligation de jouer de l’instrument vingt à trente minutes par jour. Claudio l’accepte. Plus tard, dans une interview, il dira : « Chaque jour sans musique est un mauvais jour. ».
Aujourd’hui, Claudio et Jesús sont toujours amis. Jesús Castro-Balbi est violoncelliste et professeur de violoncelle.

## Formation et concours
Claudio Bohórquez étudie avec le violoncelliste russe Boris Pergamenchtchikov à Cologne puis à Berlin. Il remporte très tôt des prix dans de prestigieux concours comme le Concours international Tchaïkovski. À 18 ans, il obtient le 4e prix au Concours de violoncelle Rostropovitch à Paris. L’année suivante, en 1995, il décroche le premier prix du Concours international d'exécution musicale de Genève. En 2000, il est le premier à remporter le premier prix du Concours international de violoncelle Pablo-Casals (sous les auspices de l’Académie Kronberg), ainsi que le prix spécial d’interprétation de musique de chambre. Ce jour-là, la veuve du grand violoncelliste Pablo Casals, Mme Marta Casals Istomin, lui prête pour une durée de deux ans le violoncelle Goffriller de son mari.

## Carrière de musicien

### Soliste
En Europe, Il joue avec presque tous les orchestres de radio d’Allemagne, ainsi qu’avec un grand nombre d’orchestres tels que le Staatskapelle de Dresde, l’orchestre du Gewandhaus de Leipzig, les orchestres symphoniques de Vienne (Autriche), le Musicum Collegium de Bâle, l’orchestre de Paris, l’orchestre philharmonique de Radio France, l’orchestra National du Capitole de Toulouse, l’orchestre philharmonique du Luxembourg, l’orchestre de la Tonhalle de Zurich, l’orchestre de la Suisse Romande et l’orchestre philharmonique du l’orchestre de l’Academy St Martin in the Fields.
Au Japon, il joue avec l’orchestre symphonique de la NHK à Tokyo, ainsi qu’avec l’orchestre philharmonique de Tokyo.
Aux États-Unis d’Amérique, il donne des concerts avec le Boston Symphony Orchestra, l’orchestre symphonique de Chicago, l’orchestre de Cleveland, de Détroit, l’orchestre philharmonique de Los Angeles, le Symphony Orchestra de Philadelphie et le National Symphony Orchestra de Washington.
Claudio Bohórquez joue sous la direction de chefs d’orchestre tels que Daniel Barenboim, Christoph Eschenbach, Manfred Honeck, Sir Neville Marriner, Eiji Oue, Krzysztof Penderecki, Leonard Slatkin, Tugan Sokhiev, Lothar Zagrosek, David Zinman, Rafael Fruhbeck de Burgos, Jonathan Darlington, Thomas Dausgaard, Hans Graf, Ruben Gazarian, Yakov Kreizberg.

### Festivals
En Europe, Claudio Bohórquez est invité dans des festivals, comme le City of London Festival, le Festival Penderecki à Varsovie, le festival de musique de Rheingau en Allemagne, (où il joue avec l’orchestre philharmonique des jeunes de Colombie), le festival de musique de Dresde (Allemagne), le festival de musique de chambre de Lockenhaus en Autriche, le festival « Les Muséiques » de Gidon Kremer à Bâle, le festival « Les Musicales» de Blanchardeau (France).
Il joue dans le festival international de musique de chambre de Jérusalem, le festival de Tanglewood (à Lennox, États-Unis), le festival Ravinia (à Chicago,) le festival d’Aspen (Colorado), ainsi qu’au festival Pablo Casals à Puerto Rico.

### Chambriste
Comme chambriste, il joue avec Katia Skanavi et Jörg Widmann à Bilbao, ainsi qu’à Madrid, et avec Viviane Hagner et Jonathan Gilad au Marathon Beethoven du Konzerthaus Berlin.

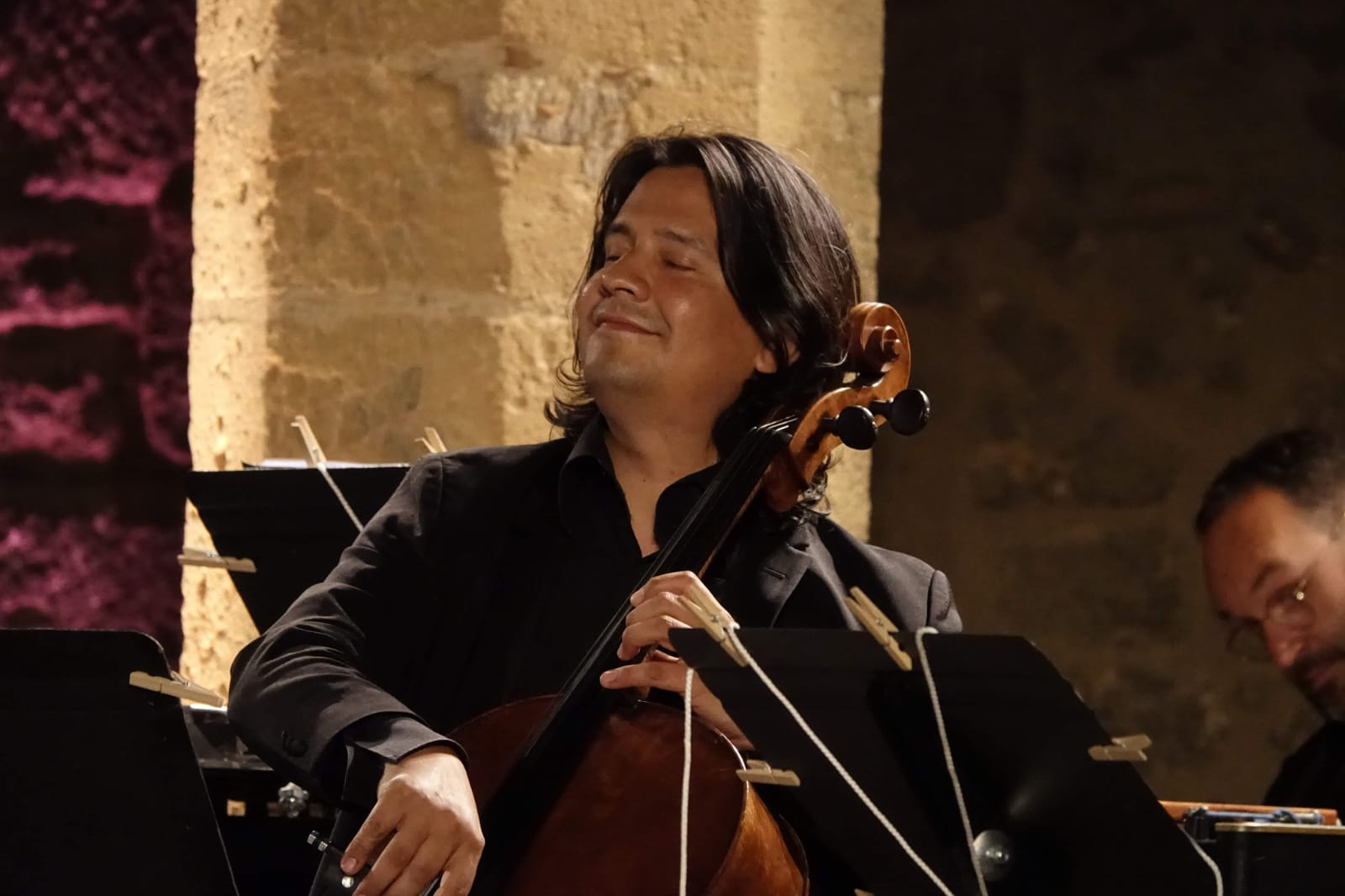
Claudio Bohorquez au Festival international de musique de chambre de Salon-de-Provence en août 2020.

Depuis 2017, il se produit au Festival international de musique de chambre de Salon-de-Provence (Bouches-du-Rhône, France) aux côtés d’autres grands solistes tels que le pianiste Eric Le Sage, le flûtiste Emmanuel Pahud et le clarinettiste Paul Meyer. Lors d’un récital donné à l’église Saint Michel de Salon-de-Provence, il interprète la berceuse El cant dels ocells ("le chant des oiseaux") de Pablo Casals. À la fin du concert, devant l’enthousiasme du public masqué en raison du coronavirus, il rejoue la berceuse du grand violoncelliste catalan après avoir adressé quelques mots dans lesquels il évoque l’importance de la paix, de la liberté et de la démocratie.

### Musique en famille
En 2007, il se produit en duo avec son frère, le violoniste Oscar Bohórquez au Gewandhaus de Leipzig avec l’orchestre de la MDR.
Les deux frères créent avec le pianiste Gustavo Beytelmann le Patagonian Express Trio. Ils viennent d’enregistrer l’album Tribute to Piazzolla pour préparer le centenaire de la naissance du compositeur argentin en 2021.

### Directeur musical
Depuis 2017, Claudio Bohórquez est le directeur artistique du festival « Konzerttage Winnenden » qui se déroule à Winnenden dans le Bade-Wurtenberg en Allemagne. Durant ces journées, de grands musiciens solistes tels que Daishin Kashimoto, Natalia Lomeiko, Eric Le Sage, Paul Meyer ou encore Nabil Shetaha, viennent interpréter des œuvres de musique de chambre.

### Professeur
Dès 2003, il est régulièrement invité comme professeur de violoncelle à la prestigieuse Académie de musique Hanns Eisler à Berlin.
De 2011 à 2016, il exerce comme professeur au conservatoire supérieur de musique de Stuttgart.
Depuis 2016, il est professeur de violoncelle à l’Académie de Musique Hanns Eisler de Berlin.
Claudio Bohórquez enseigne également son art lors de classes de maître dans toute l'Europe. Depuis 2011, il est l’un des professeurs de la masterclass de violoncelle à Rutesheim près de Stuttgart en Allemagne. À partir de 2012, il enseigne dans des masterclass à Hambourg, Rostock (Allemagne), Madrid, Bad Leonfelden, Salzbourg, Vienne (Autriche), à Montepulciano, Lucques (Italie), Trollhättan (Suède), à Nice (France) .

## Critique
En 2012, Claudio Bohorquez joue avec l’Orchestre National de Washington sous la direction de Christoph Eschenbach. Il interprète le concerto pour violoncelle et orchestre en ré mineur d’Édouard Lalo. Son interprétation est appréciée par le critique du Washington Post. « La couleur, le drame, la hauteur infaillible et la projection de ses propres idées musicales y compris dans les passages difficiles, tout y était.  Son vibrato était parfois trop intense et perdait son point d’équilibre (comme dans l’introduction du concerto), mais Bohórquez est un violoncelliste de premier ordre. C’était la plus belle interprétation de ce concerto que j’ai jamais entendue. »
Extrait de l’article du Washington Post en anglais : « The evening’s soloist, South American cellist Claudio Bohorquez, was memorably superb. He truly made a meal of the Lalo Cello Concerto. Color and drama, unerring pitch and projection of individual musical ideas even in difficult passage-work; it was all there. His vibrato occasionally got too intense and lost its center (such as in the concerto’s opening), but Bohorquez is a top-tier cellist. This was as fine a rendition of this concerto as I’ve ever heard ».

## Instrument
Claudio Bohórquez joue sur un violoncelle de Giovanni Battista Rogeri que la Landeskreditbank du Baden Wurtemberg a mis à sa disposition.

## Discographie
Claudio Bohórquez a participé à de nombreux enregistrements pour différentes maisons de disques.
- 2000 : Spannungen Musik im Kraftwerk-Heimbach - Trio pour Piano et cordes en la mineur. Op. 50 de Piotr IlitchTchaïkovski, EMI Classic.
- 2004 : Don Juan / Till Eulenspiegel / Don Quixote - Richard Strauss. Claudio Bohórquez - Dresdner Philharmonie - Rafael Frühbeck de Burgos, EMI Classic.
- 2005 : Doha, Claudio Bohórquez, Violoncello und Stimme Hayden Kent Chisholm, Saxophon, Flöte und Stimme - Gareth Lubbe, Bratsche und Stimme. CD Padma Media.
- 2005 : In the mirror of time - Franz Schubert Quintette de la Truite D. 667, Adagio und Rondo concertante D. 487 Künstler: Bernhard Ziegler, Claudio Bohórquez, Daniel Pergamenchtchikov, Paul Badura-Skoda und Tatjana Mazurenko. CD Amiata.

- 2005: Trio pour piano op.50, Piotr Ilitch Tchaïkovski et Sonatine pour violon et piano, op. 100, Antonín Dvořák, Claudio Bohorquez, Antje Weithaas, Lars Vogt, EMI Classics.

- 2006 : Modern Milestones - Claude Debussy, Serge Prokofiev, Benjamin Britten, Sonates pour violoncelle, Claudio Bohórquez (Violoncelle) et Markus Groh (piano). CD : Edel Classics.

- 2007 : Cello - Greatest Works - Claudio Bohórquez, Jan Vogler, Jürnjakob Timm, Peter Bruns, Kurt Masur -CD Berlin Classics.
- 2007 : Eine Vision mit dem Cellisten Claudio Bohórquez (Une vision avec le violoncelliste Claudio Bohórquez), Hayden Chisholm & Marcus Schmickler. Solo et accompagnement. CD Aulos.

- 2016: Concertos pour cordes et orchestre, Penderecki, Penderecki Special Edition, Capriccio für Violine und Orchester - Concerto pour violoncelle Nr. 1 -  Concerto pour alto - Largo pour violoncelle et orchestre Claudio  Bohórquez (violoncelle), Ivan Monighetti (violoncelle), Krzysztof Penderecki (chef d’orchestre), Patrycja Piekutowska (violon), Jakob Spahn (violoncelle), Polska Orkiestra Sinfonia Iuventus, Maciej Tworek (chef d’orchestre). CD DUX.
- 2017: Trios pour clarinette, violoncelle et piano, Beethoven Eric Le Sage, Piano, Paul Meyer, Clarinette, Claudio Bohorquez, violoncelle. CD Alpha
- 2017 : Quatre saisons, Daniel Hope, Vivaldi, Bach, Frahm, Gonzales, Rameau, Richter, Schumann, Tchaikovski, Weill.CD Deutsche Grammophon.
- 2018 : Sonates pour violoncelle, Johannes Brahms, Claudio Bohórquez, violoncelle et Péter Nagy, Piano. CD Berlin Classics.
- 2019: The Complete Chamber Music with Winds  (L'intégrale de la musique de chambre avec instruments à vent), Beethoven. CD : Warner Classics
- 2019 : Poetica, Robert Schumann. Dichterliebe op.48 (violoncelle et piano), Drei Fantasiestücke op. 75. 3 Romanzen op. 94. Fünf Stücke im Volkston op. 102. Märchenbilder op. 113 Claudio Bohórquez, violoncelle. Péter Nagy, Piano. CD : Berlin Classics, 2019.